# ديفون
ديفون (بالإنجليزية: Devon)، المعروفة أيضا ديفونشير، مقاطعة إنجليزية كبيرة في جنوب غرب إنجلترا، يحدها من الغرب مقاطعة كورنوال، ومن الشرق مقاطعة سومرست ودورست ومن الجنوب القناة الإنجليزية
وما يميزها عن باقي المقاطعات الإنجليزية انها الوحيدة التي تطل على القناة الإنجليزية وقناة بريستول في الوقت ذاته. عاصمة المقاطعة مدينة اكستر، والمقاطعة تتضمن مدينتين ذات سلطات إدارية مستقلة هما مدينة بليموث ومدينة توربي. الجزء الأكبر من المقاطعة ريفي، هي ذات كثافه سكانية متدنية.
ساحل المدينة الجنوبي والمعرف بالساحل الجورستي مدرج من ضمن قائمة التراث العالمي لمنظمة اليونيسكو وذلك لتنوعة الطبيعي والجغرافي.هذا التنوع الجيولوجي أسهم في وجود العديد من المعالم والمنتزهات الطبيعية من أهمها دارتمور وأجزاء من أكسمور. وبالإضافة إلى ذلك يوجد في ديفون كثير من مواقع الاصطياف الساحليه والعديد من البلدات والمدن التاريخية، إضافة إلى اعتدال المناخ، مما أسهم في أزدهار القطاع السياحي فيها الذي يسهم بشكل كبير في اقتصاد المقاطعة.

## المناخ
يظهر الجدول التالي التغييرات المناخية على مدار السنة لديفون:
| البيانات المناخية لـديفون         | البيانات المناخية لـديفون | البيانات المناخية لـديفون | البيانات المناخية لـديفون | البيانات المناخية لـديفون | البيانات المناخية لـديفون | البيانات المناخية لـديفون | البيانات المناخية لـديفون | البيانات المناخية لـديفون | البيانات المناخية لـديفون | البيانات المناخية لـديفون | البيانات المناخية لـديفون | البيانات المناخية لـديفون | البيانات المناخية لـديفون |
| الشهر                             | يناير                     | فبراير                    | مارس                      | أبريل                     | مايو                      | يونيو                     | يوليو                     | أغسطس                     | سبتمبر                    | أكتوبر                    | نوفمبر                    | ديسمبر                    | المعدل السنوي             |
| --------------------------------- | ------------------------- | ------------------------- | ------------------------- | ------------------------- | ------------------------- | ------------------------- | ------------------------- | ------------------------- | ------------------------- | ------------------------- | ------------------------- | ------------------------- | ------------------------- |
| متوسط درجة الحرارة الكبرى °م (°ف) | 8 (46)                    | 8 (46)                    | 10 (50)                   | 12 (54)                   | 15 (59)                   | 18 (64)                   | 19 (66)                   | 19 (66)                   | 18 (64)                   | 15 (59)                   | 11 (52)                   | 9 (48)                    | 13.5 (56.3)               |
| متوسط درجة الحرارة الصغرى °م (°ف) | 4 (39)                    | 4 (39)                    | 5 (41)                    | 6 (43)                    | 8 (46)                    | 11 (52)                   | 13 (55)                   | 13 (55)                   | 12 (54)                   | 9 (48)                    | 7 (45)                    | 5 (41)                    | 8 (46)                    |
| [بحاجة لمصدر]                     |                           |                           |                           |                           |                           |                           |                           |                           |                           |                           |                           |                           |                           |

## أعلام
- تشارلز كينجسلي
- جون برايان هارلي
- رون ويزلي
- هنري ويليامسون
- باري ليتس
- روبرت هيريك
- إسحق سنجر
- جيمس بروك
- إدوارد جون أير